# God of the Serengeti
God of the Serengeti – drugi studyjny album amerykańskiego rapera o pseudonimie Vinnie Paz. Premiera odbyła się 22 października 2012 roku. Płytę wyprodukowało wielu producentów muzycznych w tym między innymi DJ Premier. Wśród gości pojawili się m.in. Mobb Deep, Kool G Rap, Immortal Technique, La Coka Nostra, Tragedy Khadafi czy R.A. the Rugged Man.

## Lista utworów
1. "Shadow of the Guillotine" (gościnnie Q-Unique)
2. "Slum Chemist"
3. "The Oracle"
4. "And Your Blood Will Blot Out the Sun" (gościnnie Immortal Technique & Poison Pen)
5. "Last Breath" (gościnnie Chris Rivers & Whispers)
6. "Crime Library" (gościnnie Blaq Poet)
7. "Feign Submission (Intermission)"
8. "Duel to the Death (gościnnie Mobb Deep)
9. "Problem Solver" (gościnnie Scarface)
10. "Battle Hymn" (gościnnie Apathy, King Syze, Crypt the Warchild, Jus Allah, Esoteric, Blacastan, Celph Titled & Planetary)
11. "Geometry of Business" (gościnnie La Coka Nostra)
12. "Jake Lamotta"
13. "7 Fires of Prophecy" (gościnnie Tragedy Khadafi)
14. "Cheesesteaks"
15. "Cold Dark and Empty" (gościnnie FT & Smoke)
16. "Razor Gloves" (gościnnie R.A. the Rugged Man)
17. "Wolves Amongst the Sheep" (gościnnie Kool G. Rap & Block Mcloud)
18. "You Can’t be Neutral on a Moving Train"